# Lakkolith

Querschnitt durch einen Lakkolithen

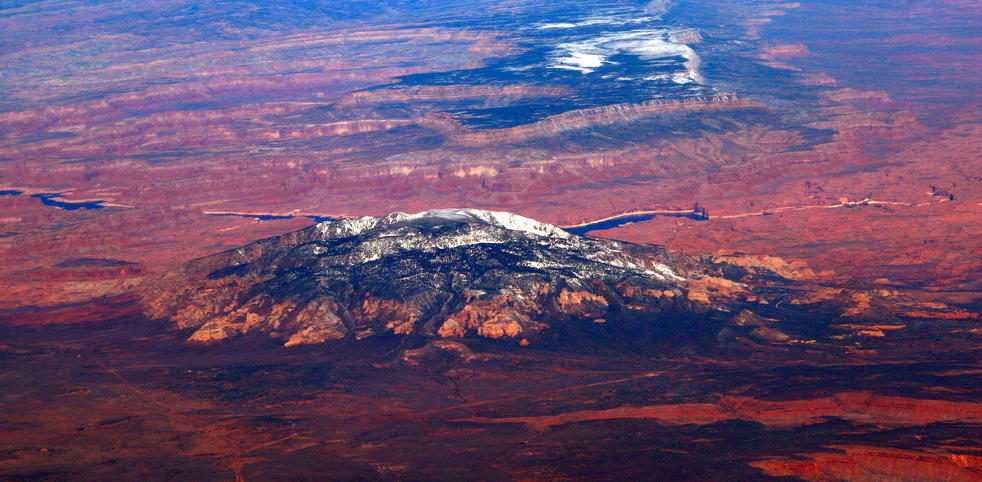
Navajo Mountain, ein Lakkolith in Utah, USA

Ein Lakkolith (altgriechisch λάκκος lakkos „Grube, Zisterne“) ist in der Geologie ein nach oben aufgewölbter plutonischer Körper mit weitgehend flacher Unterseite. Er besteht aus Magma, das in geringer Tiefe unter der Oberfläche in der Erdkruste erstarrt ist, und besitzt mindestens einen in die Tiefe führenden Zufuhrkanal, der oft spaltenförmig ist (Dyke).
Bei der Platznahme wurde das überlagernde Gestein aufgewölbt, weil der Druck der überlagernden Gesteine geringer war als der in der Schmelze vorhandene Druck, so dass Lakkolithe trotz der Aufwölbung konkordant zum Nebengestein sind. Das Gestein ist von saurer bis intermediärer Zusammensetzung.
Die Erstarrungstiefe liegt zwischen den Magmatiten an der Oberfläche (verursacht durch Vulkane) und den Magmatiten in der Tiefe, den Plutoniten. Erscheinungen dieser Art gehören zum Subvulkanismus (auch Tiefenvulkanismus und Kryptovulkanismus).
Ein schichtgebundener und plattenförmiger Pluton ohne Aufwölbung der überlagernden Schichten wird Lagergang genannt. Handelt es sich um eine im Schlot eines Vulkans erstarrte Lavamasse, so wird dies als Schlot oder Diatrema bezeichnet.